# Мамич, Марко
Марко Мамич (хорв. Marko Mamić; род. 6 марта 1994, Загреб) — хорватский гандболист, выступает за гандбольный клуб «Лейпциг» и сборную Хорватии по гандболу. Серебряный призёр чемпионата мира 2025 года и чемпионата Европы 2020 года, бронзовый призёр чемпионата Европы 2016 года. Участник летних Олимпийских игр 2016 года.

## Карьера

### Клубная
В июне 2012 года Марко присоединился к гандбольному клубу «Шаффхаузен» из Швейцарии, подписав профессиональный двухлетний контракт. Первым успехом стала победа в Суперкубке Швейцарии под руководством нового тренера Маркуса Баура. Затем выиграл чемпионат Швейцарии и Кубок страны в 2014 году, чемпионский титул удалось защитить и в следующем 2015 году.
С сезона 2015/16 годов Марко Мамич играл во французском клубе «Дюнкерк». С сезона 2017/18 годов играл за польский клуб «Кельце», с которым дважды выиграл чемпионат и Кубок польши. Кроме того, с командой вышел в финал четырех Лиги чемпионов ЕГФ 2018/19 годов.
Летом 2019 года присоединился к команде немецкой Бундеслиги «Лейпциг». В ноябре 2022 года получил серьезную травму и пропустил оставшуюся часть сезона 2022/23 годов.

### Международная карьера в сборной
В составе сборной Хорватии Мамич в 2016 году стал обладателем бронзовой медали чемпионата Европы. В этом же году был включен в состав олимпийской сборной для участия в летних Олимпийских играх в Рио-де-Жанейро. Сборная Хорватии на том турнире уступила в четвертьфинале сборной Польши 27:30 и завершила поход за олимпийскими медалями.
На чемпионате Европы 2022 года Мамич и сборная Хорватии выиграли серебряные медали.
В 2025 году принял участие в чемпионате мира, который проходил в трёх странах, в том числе на домашней арене в Загребе. Сборная Хорватии, в том числе благодаря успешной игре Мамича, пробилась в финал турнира и завоевала серебряные медали. 

## Награды
- Орден Хорватской звезды с ликом Франьо Бучара (10 марта 2025 года)[6]